# Velencei reneszánsz

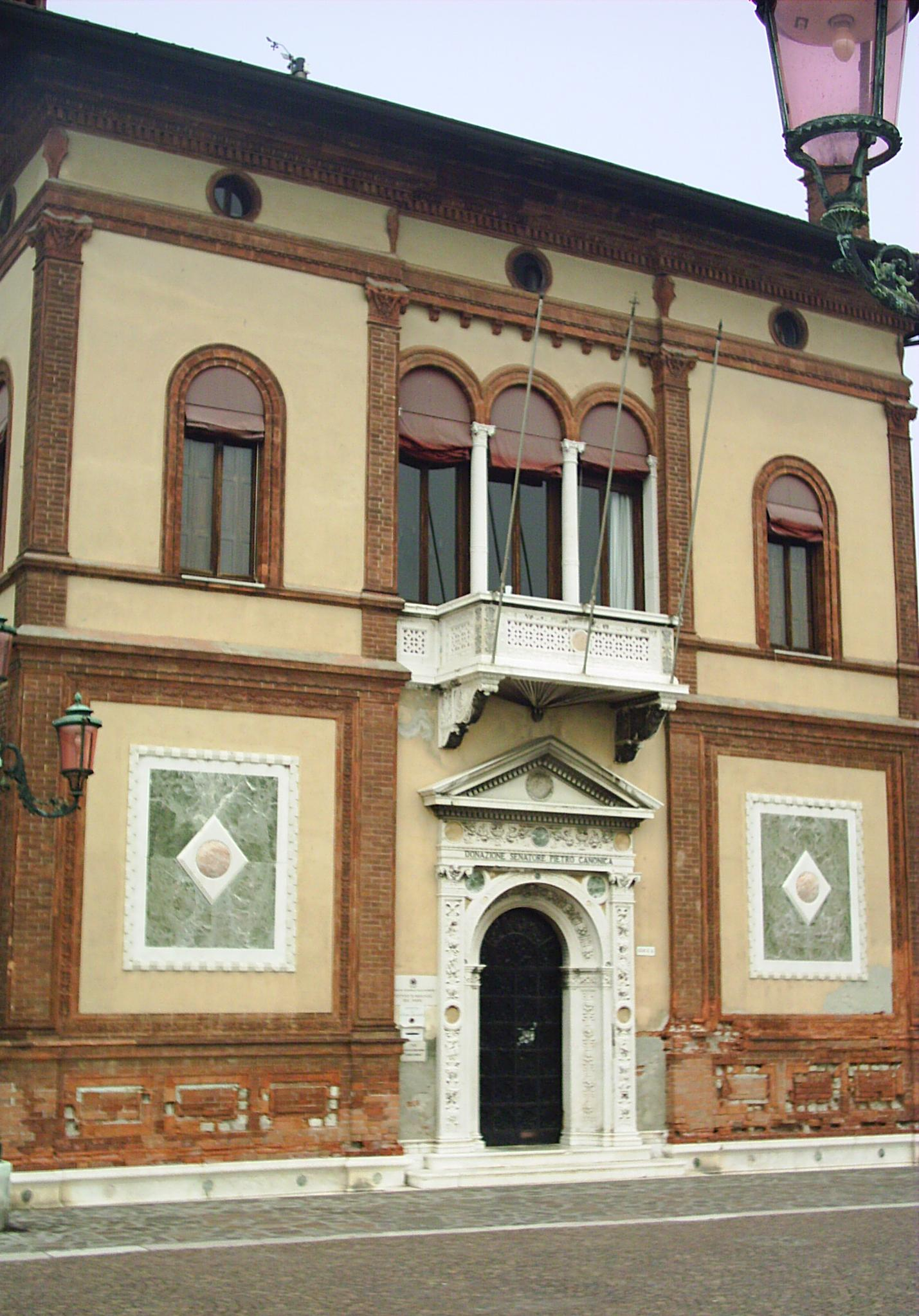
Érett reneszánsz palazzo Velencében

Velence sokrétű kereskedelmi kapcsolatainak révén egészen sajátos művészetet tudhat magáénak, mely élesen különbözik Itália többi városállamának művészetétől. Elsősorban Konstantinápollyal (Bizánc) való kapcsolata említendő, de számos iszlám hatás is érte. Ez leginkább az építészetben mutatkozik meg, de a festészet is sokban különbözik például Róma vagy Firenze festészetétől. A velencei reneszánsz nagyban meghatározta a 16. század festészetét.
A reneszánsz művészet eszmei háttereként a humanizmust szokás megjelölni. Velencében nem volt központi szerepben a humanizmus, bár a 15-16. sz. legnagyobb humanista nyomdája itt működött. Velencének egyeteme sem volt, és nem voltak olyan állások, amiket speciálisan a humanisták szoktak betölteni. Velence, mivel középkori alapítású város, nem is büszkélkedhetett olyan antik romokkal, amilyenekkel például Róma vagy Firenze, és mitológiai alapítástörténetet sem tudhatott magáénak. Nem is meglepő, hogy az Itáliában egyébként nem hangsúlyosan megjelenő gótika itt mély gyökeret eresztett, formai újításokról csak a 15. század második felétől kezdve beszélhetünk.

## Quattrocentofestészet és szobrászat
A festményeket itt költeményeknek (poesie) nevezték. Feladatuk egészen más volt, mint például Firenzében, ahol minden egyes alkotáson tetten érhetők Alberti nézetei. Velencében egyáltalán nem voltak albertiánus nézetek, itt a festészet dokumentatív, minden apró részletet megörökítő, narratív jellegű. Nagy szerepe volt a városban található ikonoknak, nem egy festmény egy-egy ikon modernizált változataként készült.
A gótika Velencében, eltérően a többi olasz városállamtól, mély gyökeret eresztett, ez legjobban a szobrászatban volt érezhető (Dózse-palota homlokzati díszítése).
A reneszánsz festészet Velencében két festődinasztiával, a Bellinikkel és a Vivarinikkel kezdődött.

## Építészet
Az építészetben Velence mindig is más úton járt, mint a délebbre fekvő itáliai városok. A gótika itt sokkal elevenebb, pompásabb az iszlám hatások miatt. Az iszlám építészet jellegzetes eleme, a szamárhátíves ablak a reneszánsz építészetben sem maradt el. Ezek az épületek ma legnagyobbrészt rossz állapotban lévő lakóházak.
A Firenzéből kiinduló quattrocento-szellemű építészet is különbözik Velencében. Pietro Lombardo és fiai tervezték a Santa Maria dei Miracoli templomot, ezt az igazán pompás kis templomot. Pietro Lombardo Mauro Coducci műve a Palazzo Vendramin-Calerghi, mely szintén a quattrocentóhoz kötődik, de áttörtebb, levegősebb kompozíciójával a velencei szellemiséget tükrözi.
Azok közül az építészek közül, akik tanulmányaikat máshol végezték, kiemelkedik Sansovino. Fő műve a Libreria, a velencei Könyvtár épülete. A díszítés sokkal szertelenebb, mint más reneszánsz palazzókon. A homlokzatokon balusztrád, szobordíszek, változatosan díszített pilaszterek és féloszlopok, növényi részeket, gyümölcsöket és virágfüzéreket mintázó stukkók láthatók. Az ő műve a Campanile előtti Loggetta is.
Andrea Palladio késő reneszánsz művészete is teret kap Velencében. Az ő nevéhez a San Giorgio Maggiore és az Il Redentore templomok építése fűződik.

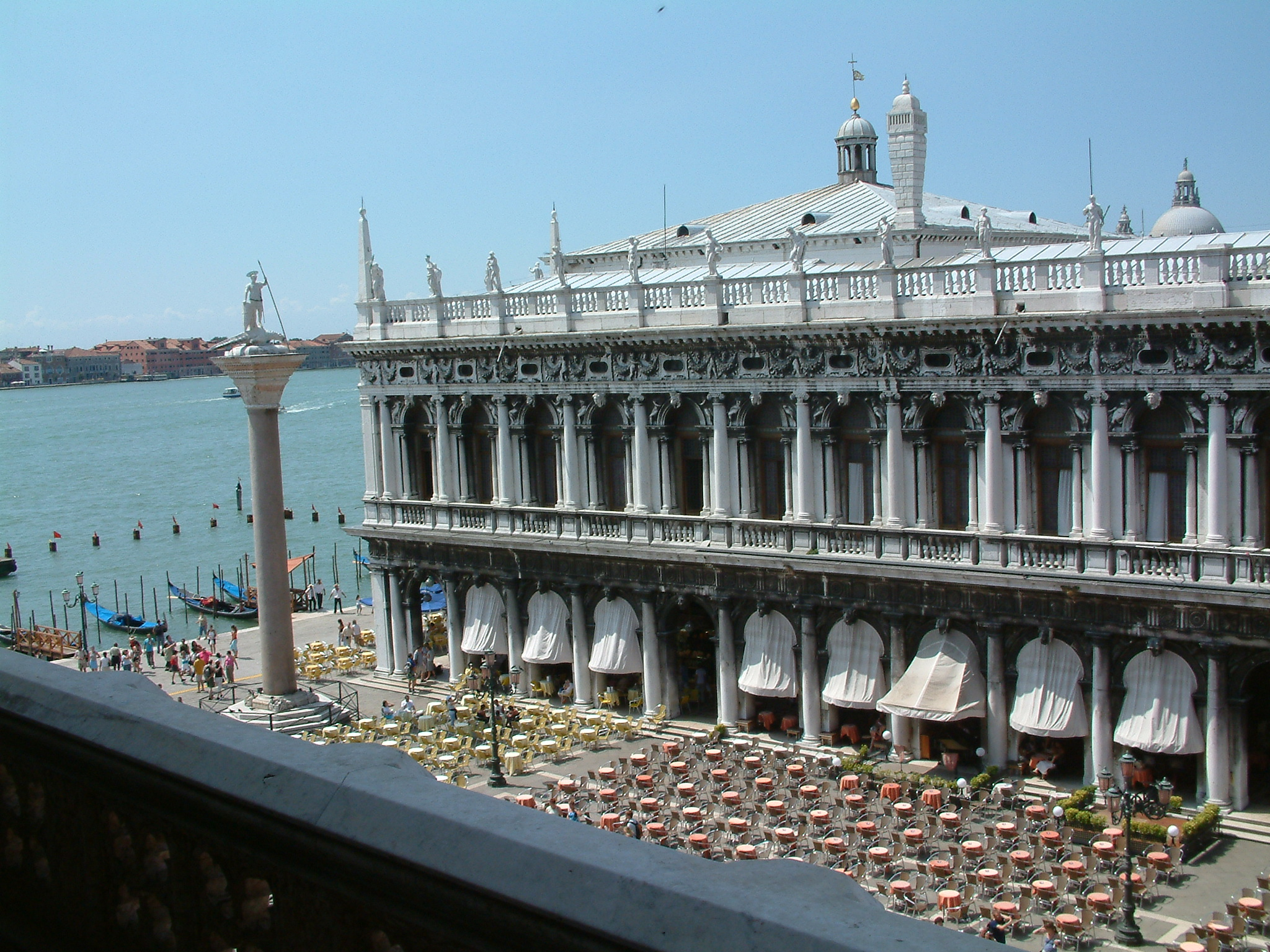
Sansovino: Biblioteca Nazionale Marciana
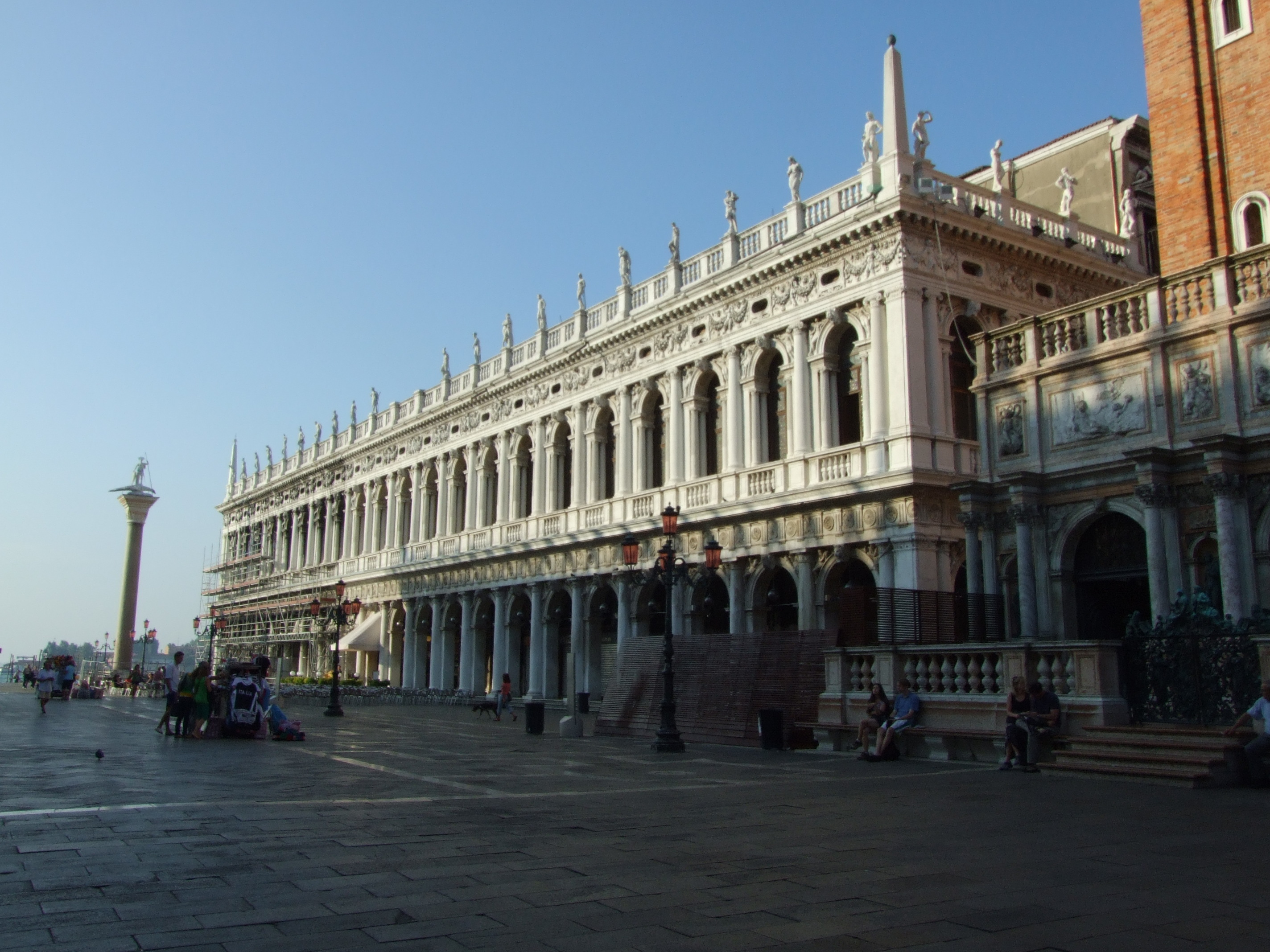
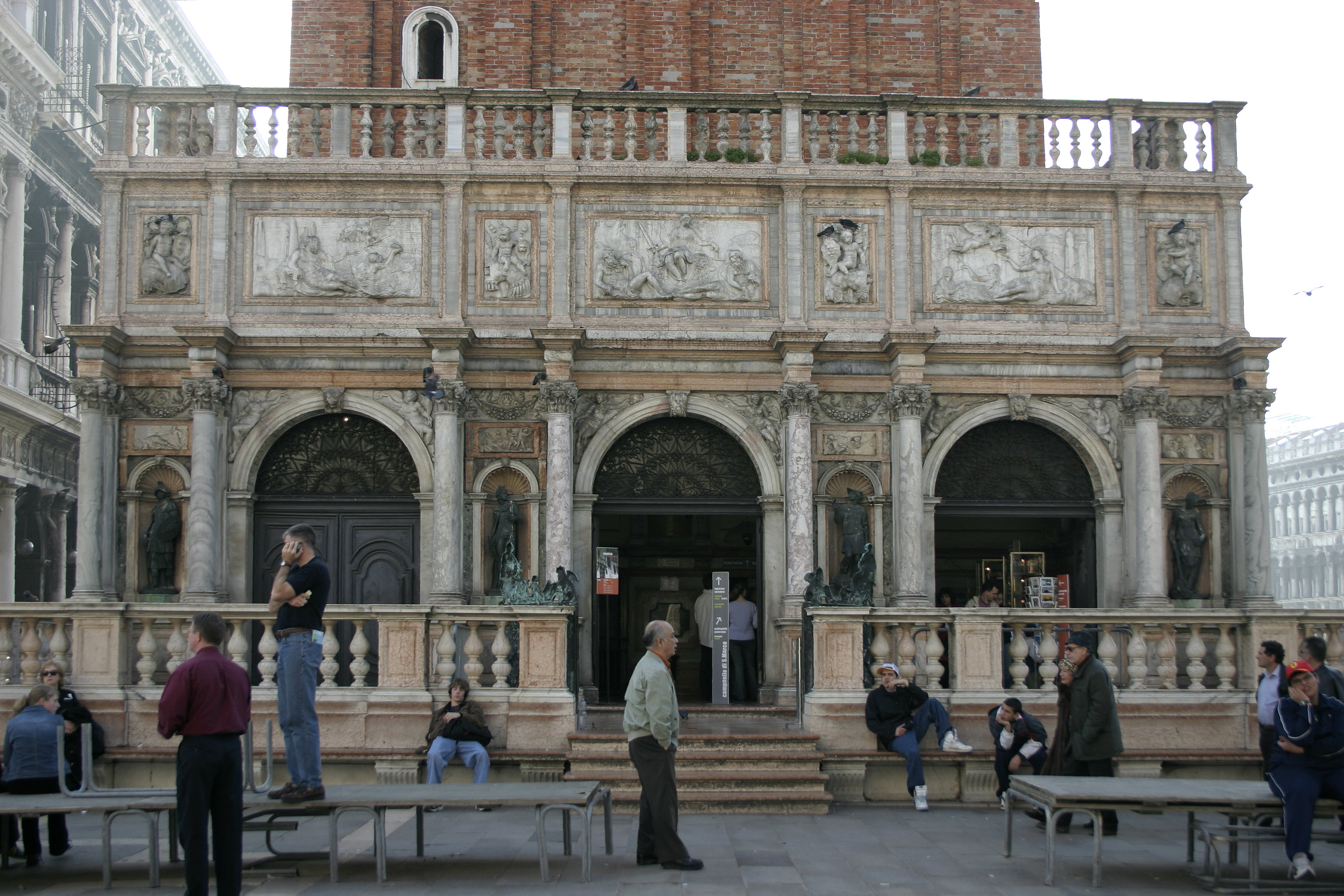
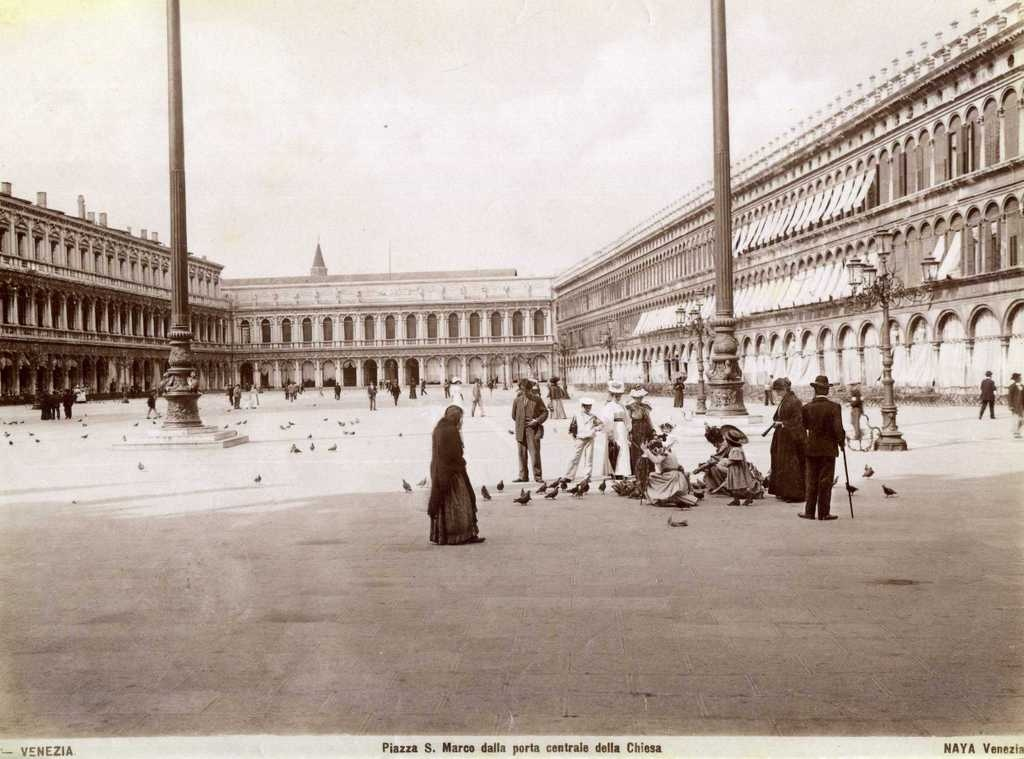
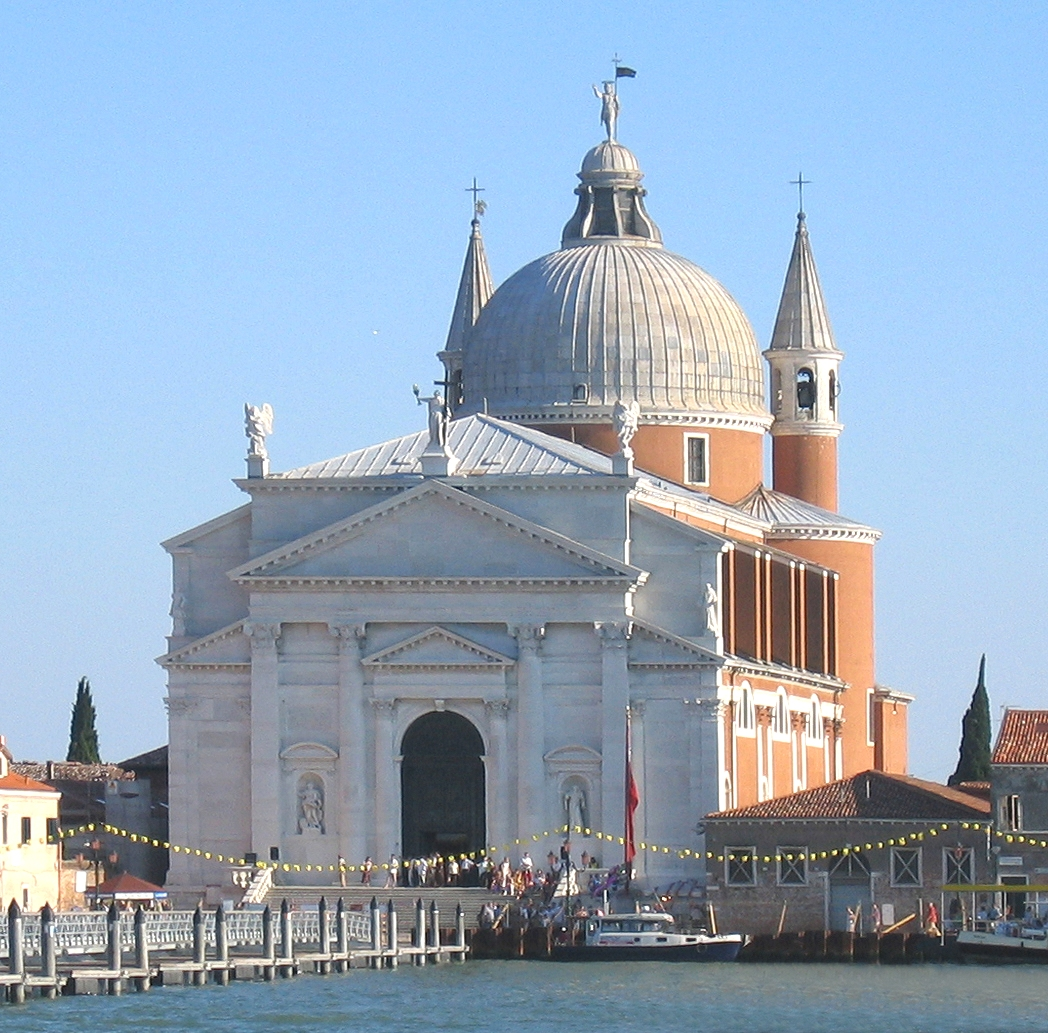
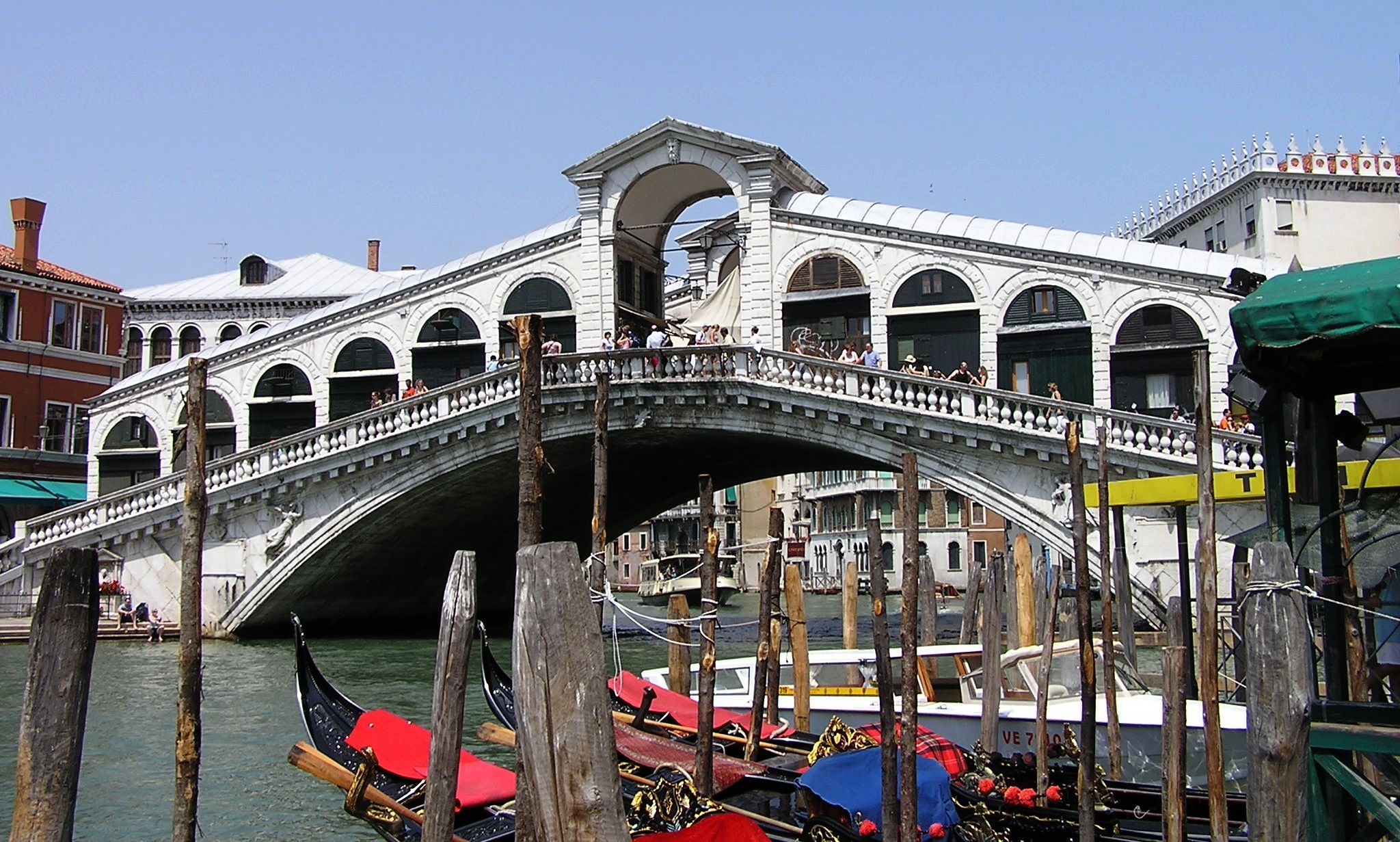

## Cinquecentofestészet és szobrászat
A 16. századi velencei festészet kezdete Giorgionéhez köthető. Az ő hatása olyan volt, mint az előző században Masaccióé Firenzében. Az első akt (Alvó Vénusz) és az első tájkép (A vihar) az ő ecsetje alatt született. Tanítványai közül Sebastiano Luciani Rómába került, ott terjesztette el a velencei kolorizmust, Tiziano Velencében maradt.
A hosszú életű Tizianót művei vérbeli koloristának mutatják. Művei, mint a Santa Maria Gloriosa dei Frari oltárképe, a Mária mennybemenetele; az Urbinói Vénusz; Égi és földi szerelem; V. Károly portréja; Nagy Szulejmán portréja gyakorlatilag megújították az európai festészetet. Tiziano hatása még a Bergamóban működő Moroni művein is megmutatkozik. Egyik követője szintén megfestette (fiktíven, ahogy Tiziano is) Szulejmán arcképét, ez a festmény ma a Történelmi Arcképcsarnok egyik felbecsülhetetlen kincse.
A velencei festészet további fejlődése elképzelhetetlen nélkülük. Hatásuk minden festőnél kimutatható. Tiziano kortársai közül a legjelesebb festők Palma Vecchio, Lorenzo Lotto és Bonifazio Veronese. Lotto a velencei nőábrázolások mestere, Palma Vecchio művein a velencei érzelmesség érhető tetten.
A Tiziano utáni nemzedékre a manierizmus is hatott. Ez alól nem kivétel a 16. század második felének két legnagyobb mestere, Jacopo Tintoretto. Tintoretto olyan hatalmas megrendeléseket kapott, mint a Palazzo Ducale tanácstermének monumentális méretű vászna, a Paradicsom vagy a Scuola di San Rocco ciklusai. Veronese művészete inkább a késő reneszánszhoz köthető, bár manierisztikus elemek nála is felbukkannak.
A velencei reneszánszhoz köthető El Greco művészete is, hiszen Velencében tanult. Az ő művészetében egyesül a velencei érzelmesség a spanyol szenvedéllyel.
A velencei reneszánsz a 16. század végén átfejlődött a barokkba, melynek egyik forrása épp a velencei reneszánsz volt. A velencei festészet a 17. században is az európai festészet egyik központja volt. Ám tengeri hatalmának elvesztésével a művészet is mindinkább elvesztette önálló jellegét.

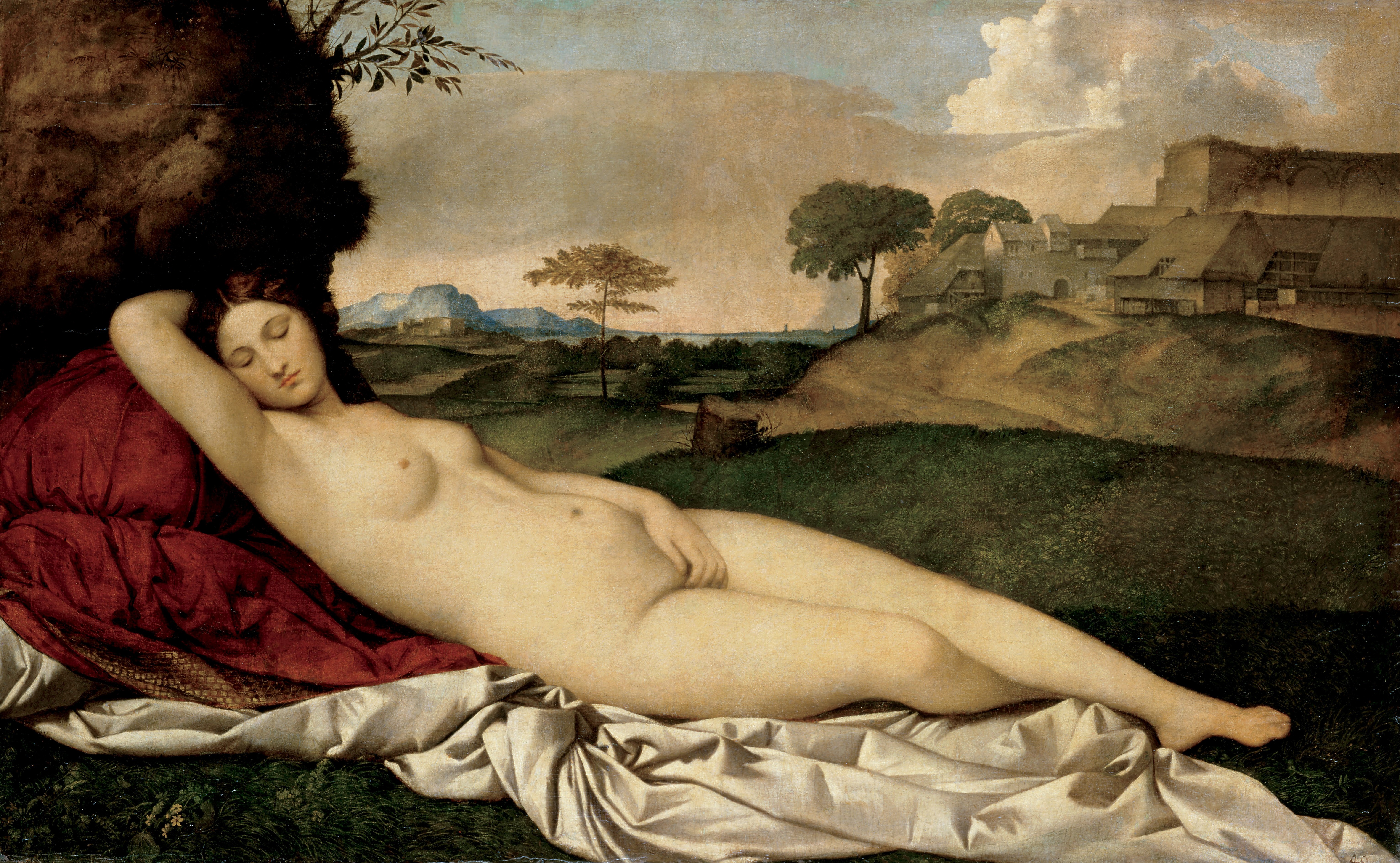
Giorgione: Alvó Vénusz
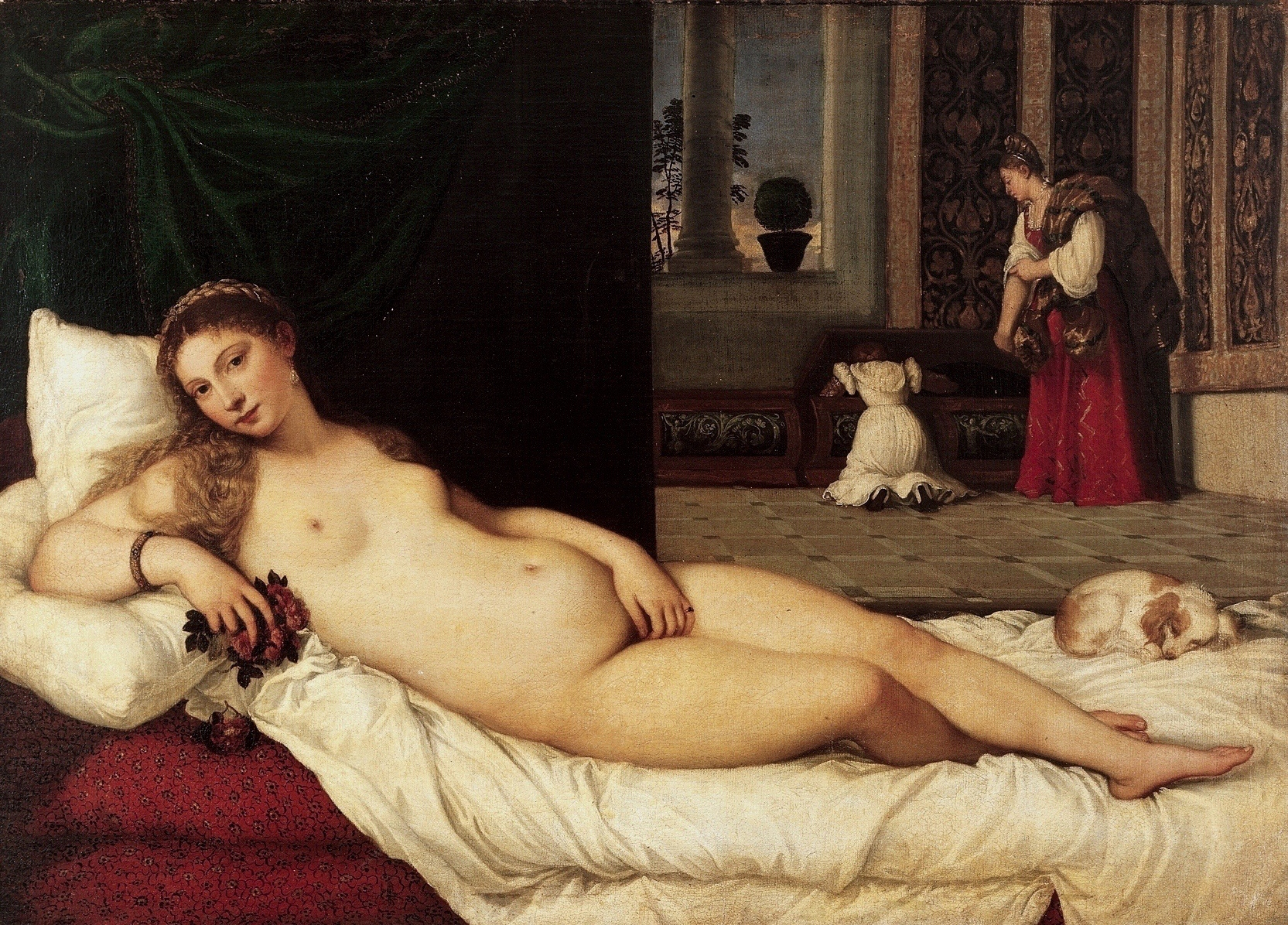
Tiziano: Urbinói Vénusz
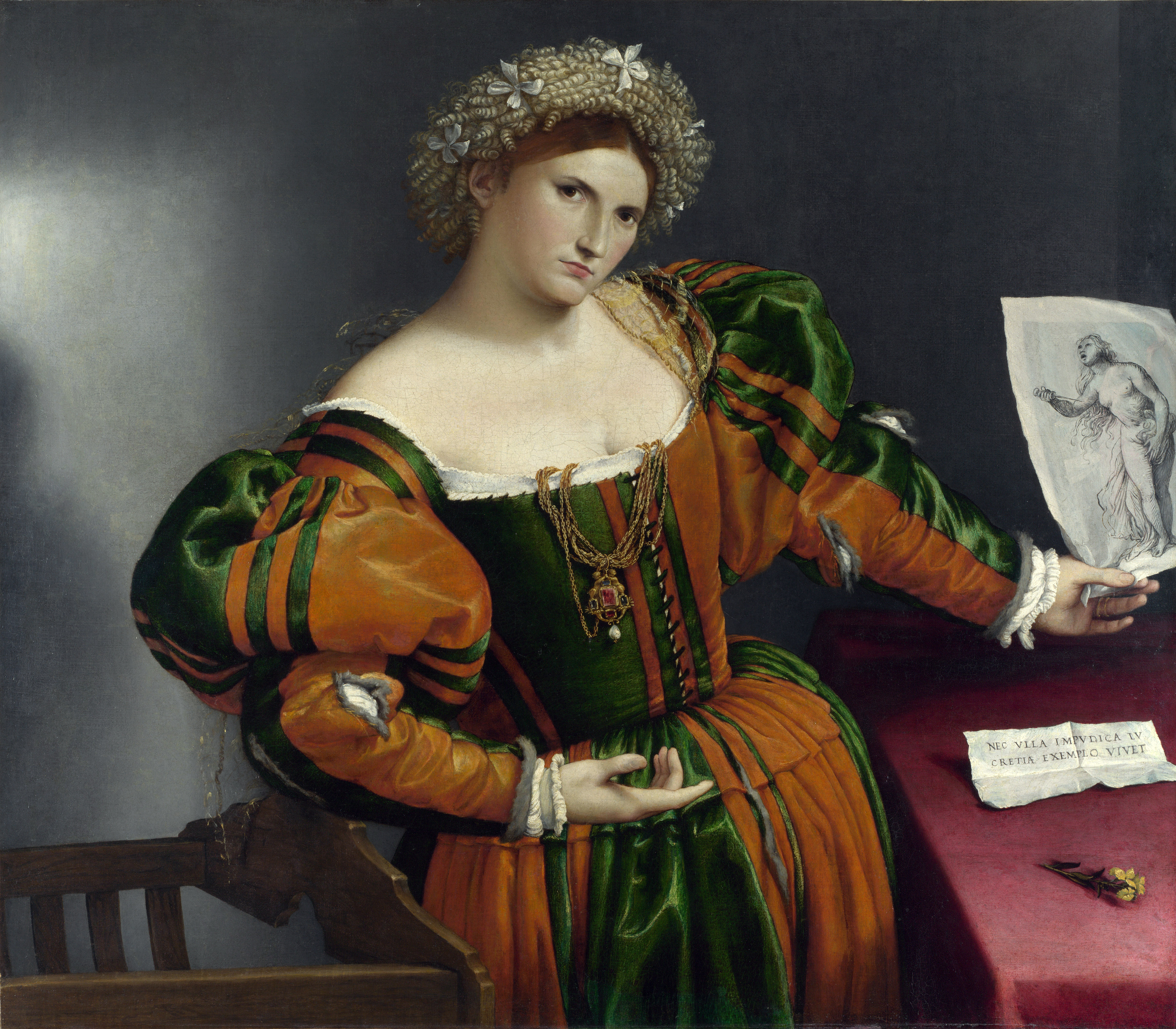
Lorenzo Lotto: Lucrezia (Velencei nő)